# ベルンハルト・ロッゲ
ベルンハルト・ロッゲ（Bernhard Rogge、1899年11月4日 - 1982年6月29日）は、ドイツの海軍軍人。ユダヤ系でありながらドイツ国防軍の海軍中将まで昇った。（英: Bernhard Rogge）も参照すること。

## 生涯
シュレースヴィヒ生まれ、祖父がユダヤ人で、ユダヤ系ドイツ人。
第二次大戦中、仮装巡洋艦アトランティス艦長として通商破壊に従事し、22隻・14万トンを撃沈した。最終階級は海軍中将（第二次大戦時）。
戦後は1957年に西ドイツ海軍に復帰し、最終階級は少将（西ドイツ連邦軍） 。
騎士鉄十字章、騎士鉄十字章受章。また、昭和天皇より日本刀を授かった。

## 叙勲
- 鉄十字章[2]
  - 二級鉄十字勲章1914年章
  - 一級鉄十字勲章1914年章
- 名誉十字章 (1934年11月7日)[3]
- 国防軍勤続章
  - 4等国防軍勤続章
  - 3等国防軍勤続章
  - 2等国防軍勤続章
  - 1等国防軍勤続章
- 1938年10月1日記念メダル
- 補助巡洋艦戦闘章
  - 補助巡洋艦戦闘章 (1940年)[3]
  - ダイヤモンド付補助巡洋艦戦闘章
- 日本刀 (1942年4月27日)[3]
- 鉄十字章略章[2]
  - 二級鉄十字略章 (1939年9月25日)
  - 一級鉄十字略章
- 騎士鉄十字章
  - 騎士鉄十字章 (1940年12月7日)[4]
  - 柏葉付騎士鉄十字章 (1941年12月31日)[5]
- ドイツ連邦共和国功労勲章 (1962年3月31日)[3]

## 昇進履歴
- 1916年4月19日：士官候補生[3]
- 1917年12月13日：少尉[3]
- 1921年5月14日：中尉[3]
- 1928年1月1日：大尉[3]
- 1934年10月1日：少佐[3]
- 1937年11月1日：中佐[3]
- 1939年11月1日：大佐[3]
- 1943年3月1日：少将[3]
- 1945年3月1日：中将[3]
- 1957年6月1日：少将[3] (連邦軍)